# Lion's Head
Lion's Head (afrikaans: Leeukop) är en bergstopp  som är ett kännetecken för Kapstaden på samma sätt som Taffelberget och Signal Hill. Lion's Head är täckt av fynbos och ingår i Table Mountain National Park.
På 1600-talet kallade holländarna berget  Leeuwen Kop (Lejonhuvud) och Signal Hill  Leeuwen Staart (Lejonsvans) eftersom de tillsammans liknade ett liggande lejon. Britterna kallade samtidigt berget för Sugar Loaf (sockertopp).